# Xã Lafayette, Quận Keokuk, Iowa
Xã Lafayette (tiếng Anh: Lafayette Township) là một xã thuộc quận Keokuk, tiểu bang Iowa, Hoa Kỳ. Năm 2010, dân số của xã này là 1.367 người.